# Кано
Кано — місто на півночі Нігерії. Адміністративний центр штату Кано.
Населення — понад 3,8 млн осіб. Друге за населенням місто країни після Лагосу.
Більшість жителів належить до народу хауса. Після введення шаріату в штаті у 2000 багато християн покинули місто.

## Транспорт
Аеропорт (Mallam Aminu Kano International Airport).

## Галерея

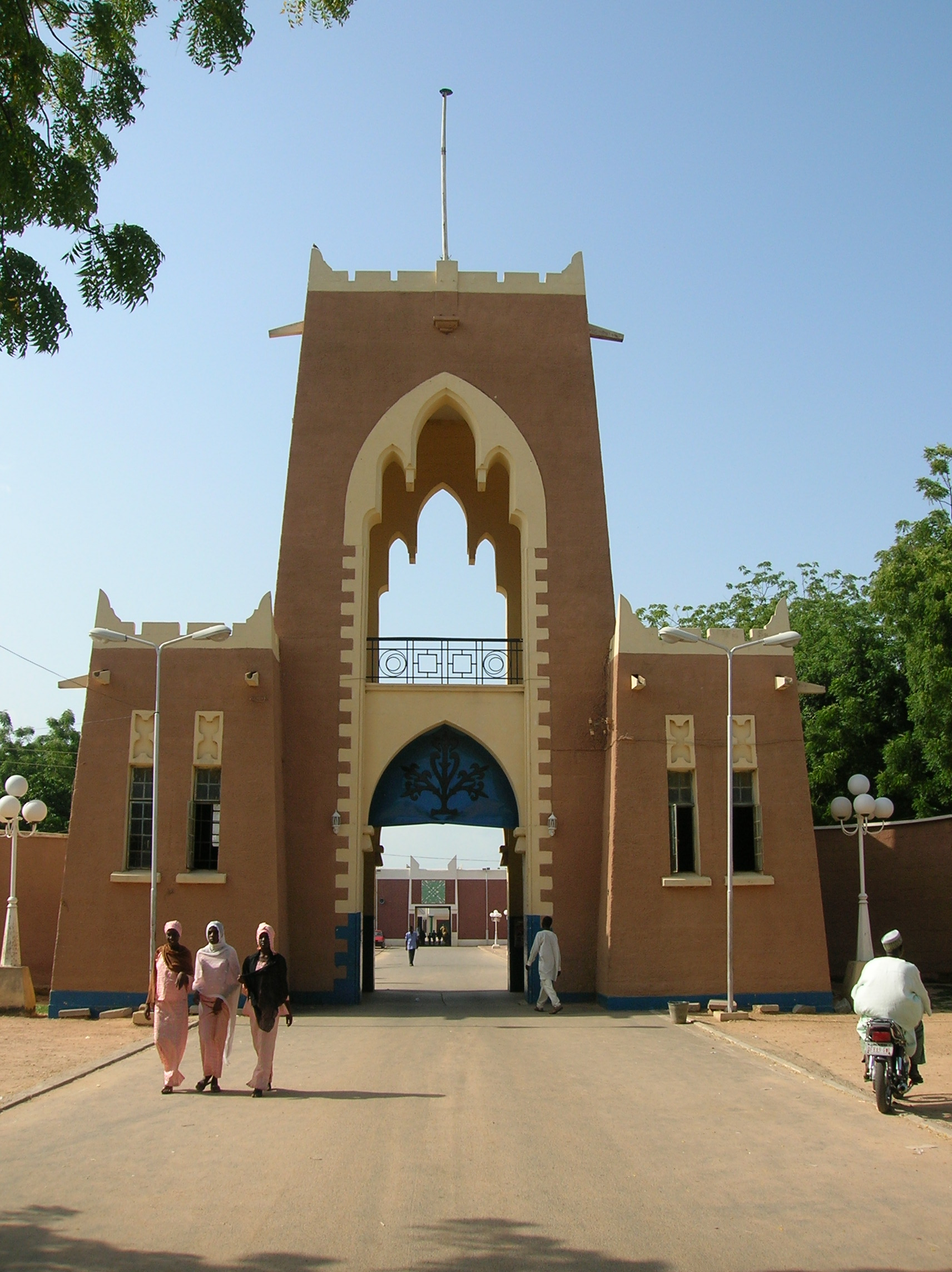
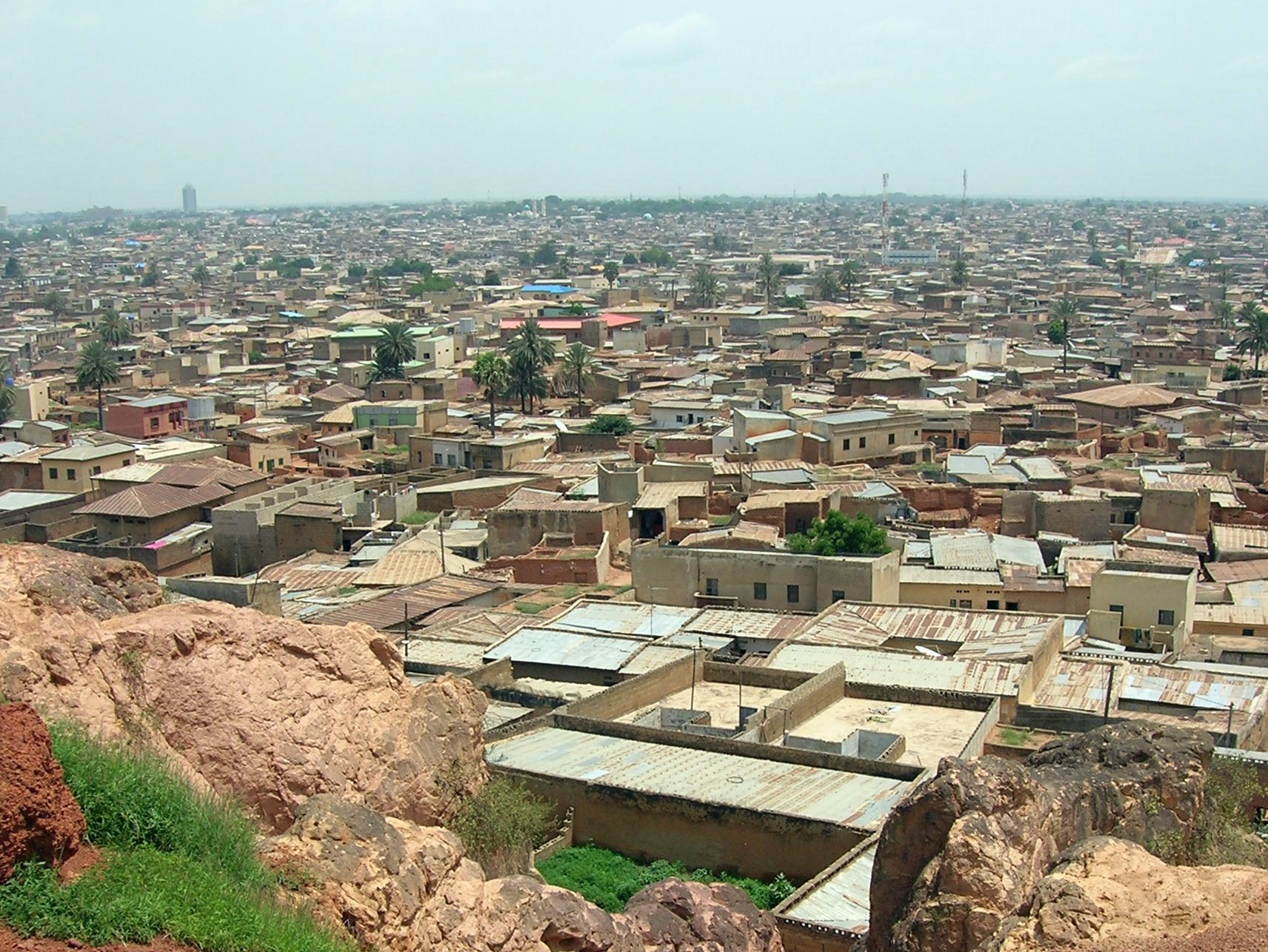

## Освіта
Університет (Bayero University).